# Thrúd

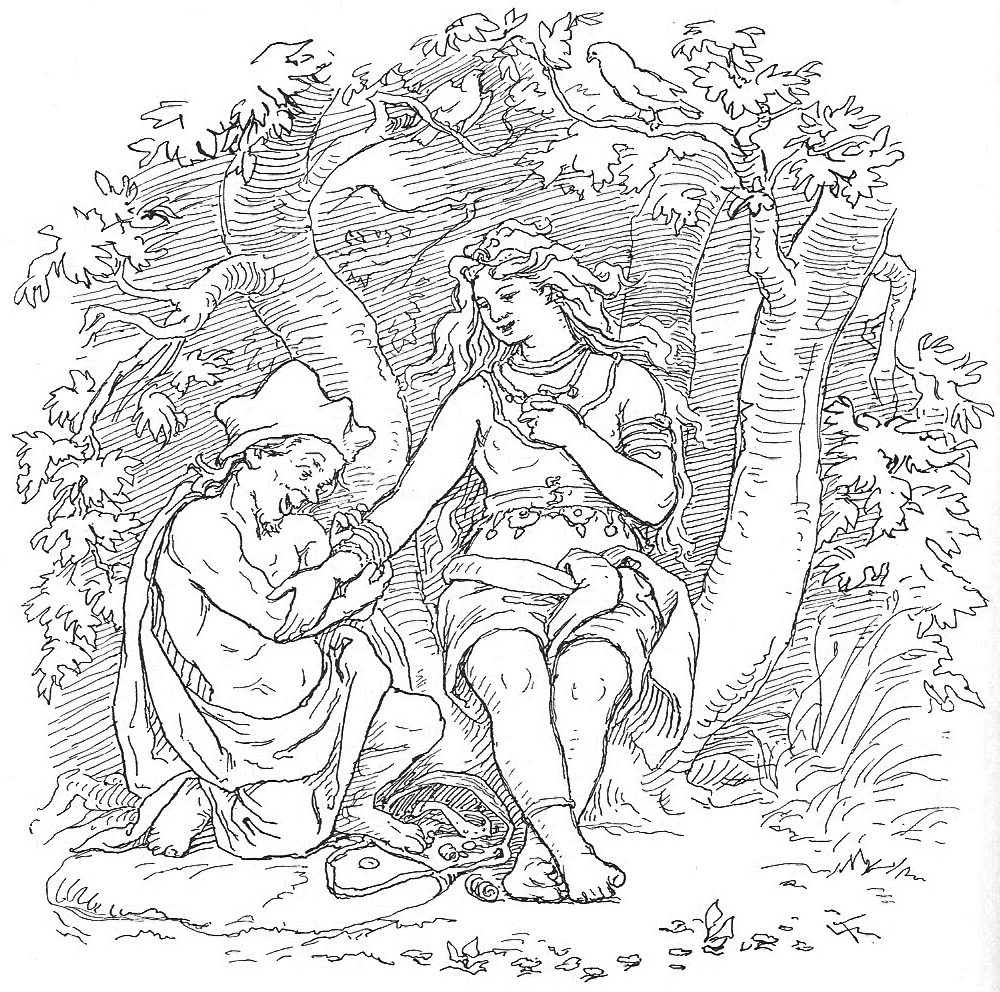
Alvíss passant un bracelet à Thrúd réalisé par Lorenz Frølich.

Dans la mythologie nordique, Thrúd, ou Þrúðr en vieux norrois (« force », « puissance »), est la déesse de la vigueur ainsi que la fille du dieu Thor et de son épouse Sif.

## La fille deThor
Elle est présentée comme telle par Snorri Sturluson dans le Skáldskaparmál (4), où il est indiqué que Thor peut être désigné par la kenning « père de Thrúd » (faðir Þrúðar). Eystein Valdason l'utilise dans son poème sur Thor (2). Le Skáldskaparmál (21) précise que sa mère est Sif.
Dans la Ragnarsdrápa, Bragi Boddason qualifie le géant Hrungnir de « ravisseur de Thrúd » (Þrúðar þjófr). Mais ce mythe n'est directement évoqué dans aucune autre source. Le Skáldskaparmál (17), où figure le récit du combat de Thor contre Hrungnir, lui donne une tout autre origine, tandis que la Haustlöng de Thjódólf des Hvínir n'évoque que le combat et pas sa cause. Ce poème décrit deux scènes mythologiques représentées sur un bouclier, la première étant l'enlèvement d'Idunn par le géant Thjazi. Margaret Clunies Ross a suggéré que les deux épisodes étaient peut-être complémentaires, relevant d'un même type de récit : l'enlèvement d'une déesse par un géant, son échec et la mise à mort du ravisseur. Une autre kenning fait peut-être allusion à ce mythe : dans la Thorsdrápa (18), Eilíf Godrúnarson qualifie Thor de '« celui à qui Thrúd manque » (þrámóðnir Þrúðar au nominatif).   
Bien que son nom ne soit pas mentionné, il est possible qu'il soit également question de Thrúd dans les Alvíssmál, où la fille de Thor a été fiancée à un nain, Alvíss.

## Autres mentions du nom Thrúd
Thrúd est un nom de Valkyrie dans la thula des Valkyries qui servent de la bière aux Einherjar (Grímnismál, 36).
Ce nom est aussi utilisé dans des kenningar désignant une femme (ainsi dans le seul poème qui nous soit parvenu d'Orm Steinthórsson, 4).

## Dans la culture populaire

### Jeux Vidéo
Thrúd apparaît dans le jeu vidéo : God of War Ragnarok sur PS4 et PS5 (2022)

### Littérature et bande dessinée
- Thrúd apparaît dans le manga Valkyrie Apocalypse en tant que troisième des Treize Sœurs Valkyries.